# Averii Gatien
Averii Gatien es una deportista francopolinesia que compite en taekwondo. Ganó dos medallas en el Campeonato de Oceanía de Taekwondo en los años 2016 y 2018.

## Palmarés internacional
| Campeonato de Oceanía | Campeonato de Oceanía | Campeonato de Oceanía | Campeonato de Oceanía |
| Año                   | Lugar                 | Medalla               | Categoría             |
| --------------------- | --------------------- | --------------------- | --------------------- |
| 2016                  | Suva (Fiyi)           | Medalla de plata      | –67 kg                |
| 2018                  | Mahina (Francia)      | Medalla de bronce     | –67 kg                |